# Follonica Hockey
Maillots
Le Follonica Hockey ou Follonica Hockey 1952 ASD est un club italien de rink hockey basé à Follonica, en Toscane. Il est fondé 1952.
L'équipe première évolue en Serie A1 (la 1re division italienne), dans laquelle elle est la 4e équipe la plus titrée, avec quatre titres.
En 2006, le club remporte pour la première fois de son histoire la Ligue européenne, plus importante compétition mondiale entre clubs. C'est aussi la première fois qu'une équipe italienne gagne cette competition. L'année d'après, Follonica gagne aussi la Coupe Intercontinentale. Depuis, les Toscans continuent à gagner des titres nationaux, mais les victoires internationales n'arrivent plus.
Particulièrement de par ses victoires entre 2004-2010, Follonica est aujourd'hui l'une des équipes les plus titrées au monde, après le FC Barcelone, le FC Porto, le HC Liceo et le Hockey Novara. Depuis, les Toscans sont surnommés gli immarcabili pour la difficulté pour les joueurs adverses de les suivre et les arrêter, tandis que souvent on parle de Follonica comme de Hockey City. 

## Palmarès
- Titres nationaux:
  - 4 Championnats d'Italie : 2004-2005, 2005-2006, 2006-2007, 2007-2008
  - 9 Coupes d'Italie : 1976-1977, 1981-1982, 2004-2005, 2005-2006, 2005-2006, 2006-2007, 2007-2008, 2008-2009, 2009-2010, 2017-2018
  - 3 Supercoupes d'Italie : 2005, 2007, 2009
  - 1 Coupe de la Ligue d'Italie : 1984-1985
- Titres internationaux:
  - 1 Ligue européenne : 2005-2006
  - 1 Coupe CERS : 2004-2005
  - 1 Coupe Intercontinentale : 2006-2007

## Joueurs célèbres
- Alessandro Bertolucci, international italien, champion du monde en 1997, six fois champion d'Italie et une de Portugal, il a aussi dans son palmarès une ligue européenne et une Coupe CERS. Il joue à Follonica entre 2004 et 2009.
- Mirko Bertolucci, international italien, champion du monde en 1997, 6 fois champion d'Italie et une de Portugal, il a aussi dans son palmarès une ligue européenne et une Coupe CERS. Six fois meilleur buteur de son championnat (deux au Portugal, quatre en Italie). Il joue à Follonica entre 2004 et 2009.
- Enrico Mariotti, international italien, champion du monde en 1988 et champion d'Europe en 1990, dix fois champion d'Italie et deux fois d'Espagne, il a aussi dans son palmarès deux ligues européennes et cinq Coupes CERS. Il joue à Follonica entre 2004 et 2008.
- Massimo Mariotti, international italien surnommé "Mister Hockey"[4], il est double champion du monde (1986 et 1988) et double champion d'Europe (1990 en tant que joueur, 2012 en tant que sélectionneur). Il est aussi 11 fois champion d'Italie et il a dans son palmarès une ligue européenne et six Coupes CERS. Il joue à Follonica la saison 1982-1983 et dès 2004 à 2009. Il est l'une des légendes du rink hockey italien et mondial.
- Raul Micheli, international italien, vainqueur de deux Coupes d'Italie (1977 et 1982) avec Follonica en tant que joueur et champion du monde en 1997 en tant que sélectionneur de l'équipe nationale[5]. Le PalaGolfo, le palais des sports de Follonica, lui est dédié.
- Alberto Michielon, international italien, champion du monde en 1997, 12 fois champion d'Italie, il a aussi dans son palmarès une ligue européenne et une Coupe CERS. Il joue à Follonica entre 2004 à 2008.
- Alessandro Michielon, international italien, champion du monde en 1997, 12 fois champion d'Italie, il a aussi dans son palmarès une ligue européenne et une Coupe CERS. Il joue à Follonica entre 2004 à 2008.